# Adolf Dassler
Adolf Dassler (Herzogenaurach, Alemania, 3 de noviembre de 1900-6 de septiembre de 1978), más conocido como Adi Dassler fue un empresario alemán que fundó la compañía de equipamiento deportivo Adidas.

## Biografía
Adolf Dassler empezó a producir su propio calzado deportivo en la lavandería de su madre después de regresar de la Primera Guerra Mundial. Desde muy pequeño desarrolló una simpatía por los zapatos. Su padre Christoph trabajaba en una fábrica de zapatos y los hermanos Zehlein, que realizaban las costuras a mano para calzado de atletismo en la herrería, apoyaron a Dassler en el comienzo de su propio negocio, Adidas. En 1924, su hermano Rudolf Dassler se sumó al negocio.

## Miembro del partido nazi
Durante la II Guerra Mundial tuvo una controversia con su hermano,
ya que no apoyaba abiertamente las ideas del Führer mientras que su hermano sí las apoyaba. De hecho, su hermano se fue a luchar al frente [en Polonia], mientras que él decidió quedarse trabajando en la fábrica.[cita requerida]

## Creación de Puma
Después de la Segunda Guerra Mundial, Rudolf, su hermano, dejó la empresa para crear la suya, la competidora Puma. En las Olimpiadas de 1936, Adidas equipó a varios atletas, inclusive negros y judíos, iniciando la expansión intercultural de la empresa. En 1973, el hijo de Adolf, Horst Dassler, fundó Arena, compañía de equipamiento deportivo para natación. Tras la muerte de Adolf Dassler en 1978, su hijo y su esposa Käthe asumieron la dirección. Adidas se transformó en sociedad anónima en 1989, pero la propiedad se mantuvo en la familia hasta su OPV en 1995.